# مانتین ایر (نیوزلند)
مانتین ایر (به انگلیسی: Mountain Air) یک شرکت هواپیمایی نیوزلندی است که در ۱۹۸۸ میلادی تأسیس شده‌است.